# Токума
Токума (рос. Токума) — село Верхоянського улусу, Республіки Саха Росії. Входить до складу Боруласького наслегу.
Населення — 167 осіб (2002 рік).
Село розташоване за 99 кілометрів від адміністративного центру улусу — міста Верхоянська.